# Hydroptila phileos
Hydroptila phileos är en nattsländeart som beskrevs av Cockerell 1920. Hydroptila phileos ingår i släktet Hydroptila och familjen smånattsländor. Inga underarter finns listade i Catalogue of Life.